# Grogol Utara
Grogol Utara is een plaats (wijk) - (kelurahan) in het bestuurlijke gebied Kebayoran Lama, Jakarta Selatan (Zuid-Jakarta) in de provincie Jakarta, Indonesië. De plaats telt 51.760 inwoners (volkstelling 2010).